# اریش هوکل

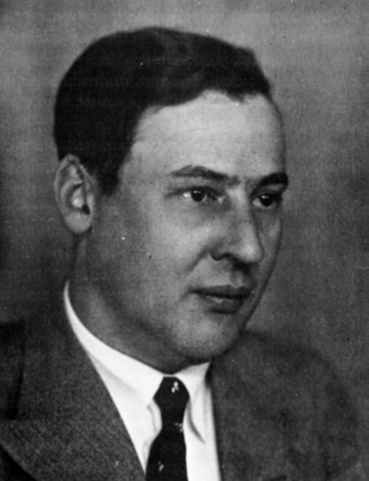
هوکل در سال ۱۹۳۸

اریش آرماند آرتور یوزف هوکل (به آلمانی: Erich Armand Arthur Joseph Hückel) دانشمند آلمانی بود که بین سال‌های ۱۸۹۶ تا ۱۹۸۰ می‌زیست. آوازه وی بدلیل دو کار مهمی‌ست که در فیزیک انجام داد:
- روش اوربیتال مولکولی هوکل
- تئوری هوکل-دبای در مورد محلول‌های الکترولیتی